# Église Saint-Martin de La Chaussée-Tirancourt
L'église Saint-Martin de La Chaussée-Tirancourt est située en France, sur le territoire de la commune de La Chaussée-Tirancourt, dans le département de la Somme à l'ouest d'Amiens.

## Historique
L'église actuelle date de 1730 mais sa construction débuta antérieurement. elle fut restaurée à plusieurs reprises. En 1937, la flèche en pierre du clocher a été démontée et remplacée par une flèche en charpente recouverte d'ardoise, en 1961.

## Caractéristiques

### Extérieur
L’église Saint-Martin est construite sur un soubassement en grès. Le reste de l'édifice est bâti en pierre calcaire blanche extraite des carrières situées sous le camp romain de La Chaussée-Tirancourt, selon un plan basilical traditionnel avec nef et chœur mais sans transept.
Le clocher-porche a la forme d'une tour quadrangulaire. Une balustrade où est accolée une tourelle ronde abrite un escalier permettant d'atteindre le sommet.

### Intérieur
L'église conserve plusieurs œuvres  d'art classées ou inscrites en tant que monument historique au titre d'objets :
- une statue de la Charité de saint Martin en bois polychrome du XVIe siècle ;
- un bénitier en pierre avec cuve rectangulaire reposant sur un pilastre cannelé, du XVIe siècle ;
- un groupe sculpté en plâtre polychrome du XVIIIe siècle représentant une Vierge de Pitié ;
- une statue de saint Antoine tenant un livre en bois bruni du XVIIIe siècle ;
- deux statues en bois polychrome, une Vierge à l'Enfant et un saint Martin du XVIIIe siècle ;
- des lambris de revêtement du XVIIIe siècle, dont les panneaux sont séparés par des pilastres.
- une statue du Christ en croix avec socle, instruments de la Passion et deux reliquaires des XVIIIe et XIXe siècles;
- une statue représentant Christ à la colonne (Flagellation du Christ), en bois peint du XIXe siècle ;
- une statue de sainte Marguerite avec palme en bois polychrome du XIXe siècle ;
- une statue sur socle reliquaire de saint Nicolas, en bois polychrome du XIXe siècle ;
- une statue de saint Eloi en bois polychrome du XIXe siècle ;
- un maître-autel avec retable et tableau de Charles Crauk et Pierre Demarquet représentant, L'Apparition du Sacré-Cœur à Marguerite-Marie Alacoque (XIXe siècle) ;
- les fonts en marbre avec couvercle en cuivre reposant sur un pilastre[3].

Dix verrières de l'église sont dotées de vitraux représentant les Mystères joyeux : l'Annonciation, la Visitation, la Nativité, la Présentation de Jésus au Temple, le Recouvrement de Jésus au Temple et les Mystères glorieux : la Résurrection, l'Ascension, la Pentecôte, l'Assomption, le Couronnement de la Vierge.

## Photos

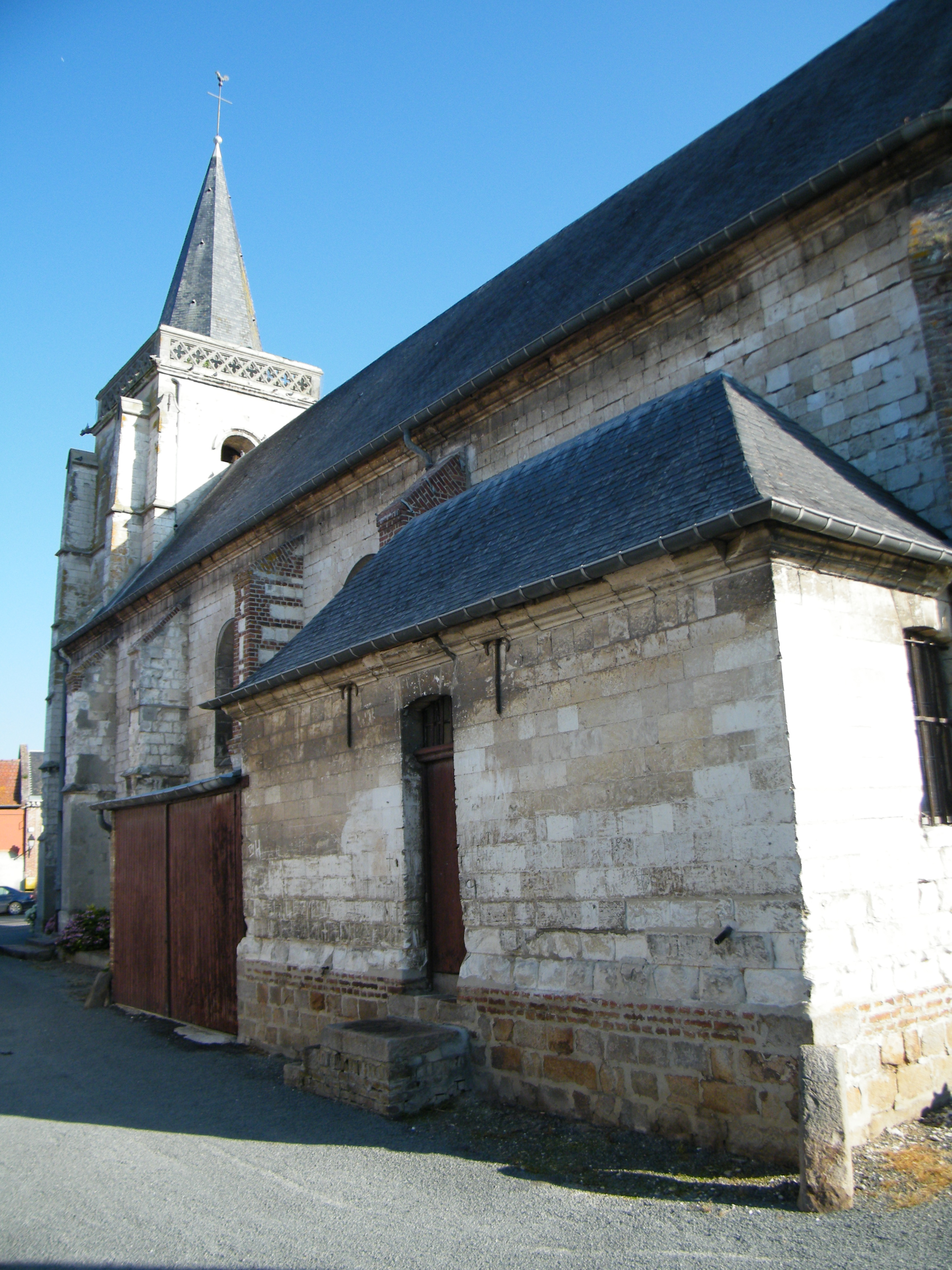
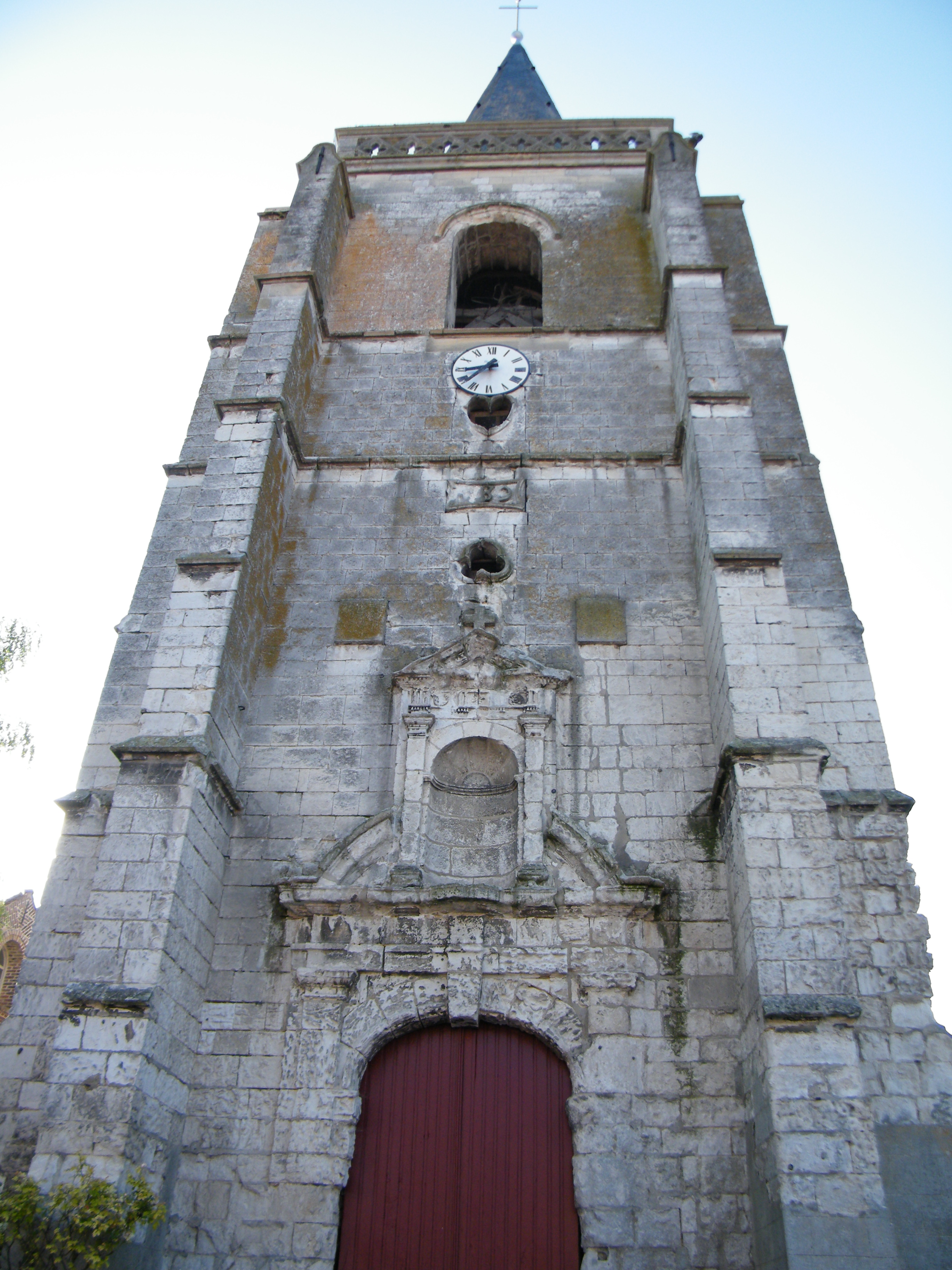